# Antachara peruensis
Antachara peruensis là một loài bướm đêm trong họ Noctuidae.